# Anton Collin
Anton Johannes Collin (12 de outubro de 1891 — 31 de maio de 1973) foi um ciclista olímpico finlandês. Representou sua nação em quatro eventos nos Jogos Olímpicos de Verão de 1924.